# Trofeu Juan Acuña
El Trofeu Juan Acuña va ser un torneig futbolístic d'estiu de caràcter amistós que es va celebrar a la Corunya entre 1989 i 2007. El seu amfitrió era el Deportivo de La Coruña.

## Història
Juan Acuña Naya és considerat el millor porter del Deportivo de La Coruña. Va debutar al primer equip amb només 16 anys i va guanyar quatre Trofeus Zamora. També va jugar amb la Selecció espanyola de futbol.
Durant l'estiu de 1961 el club li va fer un homenatge. Va ser un partit entre les seleccions de Galícia i Euskadi, seguit d'un altre entre el Deportivo i el CD Ourense.
El 1989 el Deportivo va crear el trofeu Juan Acuña, competició disputada fins a la temporada 2007 quan es va suspendre. Es disputava a partit únic entre el Deportivo i un club convidat. Acuña va acudir a les primeres edicions del torneig, fins a la seva mort el 30 d'agost de 2001.

## Llista de campions
| Any  | Campió                 | Subcampió               | Resultat           |
| ---- | ---------------------- | ----------------------- | ------------------ |
| 1989 | Real Oviedo            | Deportivo de La Coruña  | 0–0 (p)            |
| 1990 | Deportivo de La Coruña | Real Burgos             | 1–1 (4–3 p)        |
| 1991 | Deportivo de La Coruña | Athletic Club           | 1–1 (p)            |
| 1992 | Deportivo de La Coruña | CR Flamengo             | 2–0                |
| 1993 | Deportivo de La Coruña | Universidad Católica    | 6–1                |
| 1994 | Sevilla FC             | Deportivo de La Coruña  | 1–0                |
| 1995 | No es va disputar      | No es va disputar       | No es va disputar  |
| 1996 | FC Porto               | Deportivo de La Coruña  | 1–1 (5–4 p)        |
| 1997 | Deportivo de La Coruña | SE Palmeiras            | 3–1                |
| 1998 | AC Milan               | Deportivo de La Coruña  | 1–0                |
| 1999 | Deportivo de La Coruña | Fluminense FC           | 4–0                |
| 2000 | Deportivo de La Coruña | Girondins de Bordeaux   | 2–0                |
| 2001 | Deportivo de La Coruña | Udinese Calcio          | 1–0                |
| 2002 | Deportivo de La Coruña | Hannover 96             | 4–1                |
| 2003 | FC Porto               | Deportivo de La Coruña  | 2–0                |
| 2004 | FC Tokyo               | Deportivo de La Coruña  | 2–1                |
| 2005 | Deportivo de La Coruña | Birmingham City         | Torneig triangular |
| 2006 | Veterans del Deportivo | Veterans del Superdépor | 4–2                |
| 2007 | Vitória de Guimarães   | Deportivo de La Coruña  | 1–1 (4–3 p)        |

## Palmarès
| Equip                  | Títols | Anys                                                             |
| Deportivo de La Coruña | 11     | 1990, 1991, 1992, 1993, 1997, 1999, 2000, 2001, 2002, 2005, 2006 |
| FC Porto               | 2      | 1996, 2003                                                       |
| Real Oviedo            | 1      | 1989                                                             |
| Sevilla FC             | 1      | 1994                                                             |
| AC Milan               | 1      | 1998                                                             |
| FC Tokyo               | 1      | 2004                                                             |
| Vitória de Guimarães   | 1      | 2007                                                             |